# Izabela d’Este (1635–1666)
Izabela d’Este (ur. 3 października 1635 w Modenie, zm. 21 sierpnia 1666 w Colorno) – księżniczka Modeny i poprzez małżeństwo księżna Parmy.
Urodziła się jako najstarsza córka (trzecie dziecko) księcia Modeny i Reggio Franciszka I oraz jego pierwszej żony księżnej Marii Katarzyny.
18 lutego 1664 w Modenie poślubiła swojego brata ciotecznego, owdowiałego po śmierci Małgorzaty Jolanty Sabaudzkiej – księcia Parmy i Piacenzy Ranuccio II Farnese, zostając jego drugą żoną. Para miała troje dzieci:
- księżniczkę Małgorzatę Marię (1664-1718),
- księżniczkę Teresę (1665–1702),
- księcia Edwarda (1666-1693), następcę tronu Parmy i Piacenzy

Dwa lata po śmierci Izabeli jej młodsza siostra księżniczka Maria została trzecią żoną księcia Ranuccio II.